# Сеча

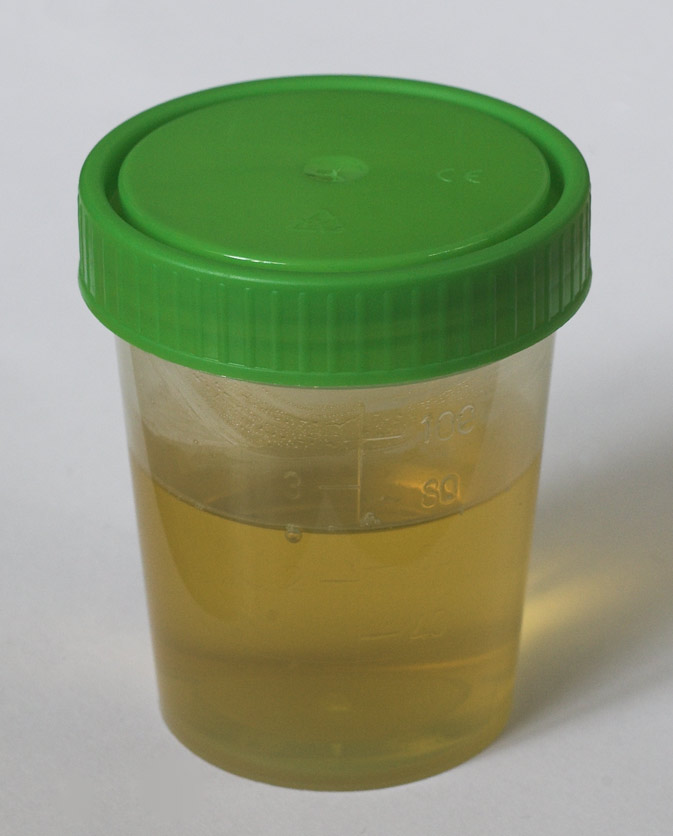
Баночка із сечею

Се́ча (лат. urina) — рідкий обов'язковий побічний продукт обміну речовин у людини і в багатьох тварин. Сеча надходить з нирок через сечоводи до сечового міхура. Процес видалення сечі з організму здійснюється через сечовипускний канал і зветься сечовипусканням.
У процесі клітинного метаболізму генерується багато продуктів життєдіяльності, багатих на азот, від яких потрібно очищати кров, зокрема сечовина, сечова кислота і креатинін. Ці побічні продукти виводяться з організму під час сечовиділення, що є основним методом виведення з організму водорозчинних хімічних речовин. Клінічний аналіз сечі може виявити порушення азотистого обміну організму ссавця.
Сеча відіграє роль у колообігу азоту на Землі. У збалансованих екосистемах сеча підживлює ґрунт і тим самим допомагає рослинам рости. Через це сечу можна використовувати як добриво. Деякі тварини використовують її для позначення своїх територій. У давнину стара або ферментована сеча також використовувалася для виробництва пороху, побутової чистки, дублення шкіри та фарбування текстилю.
Людська сеча і фекалії загалом називаються продуктами виділення, або людськими екскрементами, їхня утилізація перебуває під наглядом санітарних служб. Сеча та фекалії худоби потребують належної утилізації, якщо щільність поголів'я велика.

## Фізіологія

Хімічна структура сечовини

Більшість тварин мають екскреторні системи для виведення розчинних токсичних відходів. У людини розчинні відходи виводяться головним чином за допомогою сечовидільної системи і, меншою мірою, (якщо говорити про сечовину) потовиділенням. Сечова система складається з нирок, сечоводів, сечового міхура і уретри. Система виробляє сечу за допомогою процесів фільтрації, реабсорбції і тубулярної секреції. Нирки відфільтровують з кровотоку розчинні відходи, а також надлишок води, цукру і безліч інших сполук. Отримана сеча містить високі концентрації сечовини та інших речовин, включно з токсинами. Кінцева сеча з нирок надходить по сечоводах у сечовий міхур.

#### Тривалість
Дослідження з тривалості сечовипускання у низки ссавців виявили, що дев'ять великих за розміром тіла видів випускали сечу протягом 21 ± 13 секунд незалежно від розміру тіла. Менші види, включаючи гризунів і кажанів, не випускають струменів і замість цього випускають сечу серією крапель.

## Характеристики

### Кількість
Середнє виробництво сечі у дорослих людей становить близько 1,4 л сечі на добу з нормальним діапазоном від 0,6 до 2,6 л на добу, що становить приблизно від 6 до 8 актів сечовипускання, в залежності від стану гідратації, рівня активності, екологічних факторів, ваги і здоров'я людини. Виробництво занадто великої або занадто малої кількості сечі потребує медичної допомоги. Поліурія — це стан надмірного продукування сечі (> 2,5 л / добу), тоді як олігурія — зменшення кількості сечі <400 мл, анурія — <100 мл на добу аж до повного її зникнення.

### Складові
Близько 91-96 % сечі складається з води. Сеча також містить неорганічні солі і органічні сполуки, включаючи білки, гормони і широкий спектр метаболітів, що змінюються залежно від того, що потрапляє в організм.
Загальна кількість твердих речовин у сечі складає в середньому 59 г на добу. Органічні речовини складають від 65 % до 85 % сухого залишку твердих речовин у сечі. Сечовина становить найбільшу частку твердих речовин, що становить більше 50 % від загальної кількості. На елементарному рівні сеча людини містить 6.87 г / л вуглецю, 8.12 г / л азоту, 8.25 г / л кисню і 1.51 г / л водню. Точні співвідношення варіюються в залежності від індивідуумів і таких факторів, як дієта і здоров'я. У здорових осіб сеча містить дуже мало білка; надлишок свідчить про хворобу.

### Колір
Науковці пов'язують колір сечі з певним станом організму. 
Сеча змінюється за зовнішнім виглядом, в основному залежно від рівня гідратації організму. Нормальна сеча є прозорим розчином від безбарвного до бурштинового, але звичайно блідо-жовта. У сечі здорового індивідуума колір походить насамперед від присутності уробіліну. Уробілін є кінцевим відходом, що утворюється внаслідок розпаду гема від гемоглобіну, що утворюється при розпаді старих еритроцитів.
Безбарвна сеча вказує на надмірну гідратацію. Безбарвна сеча в тестах на наркотики може бути наслідком спроби уникнути виявлення незаконних наркотиків у крові шляхом надмірної гідратації організму.

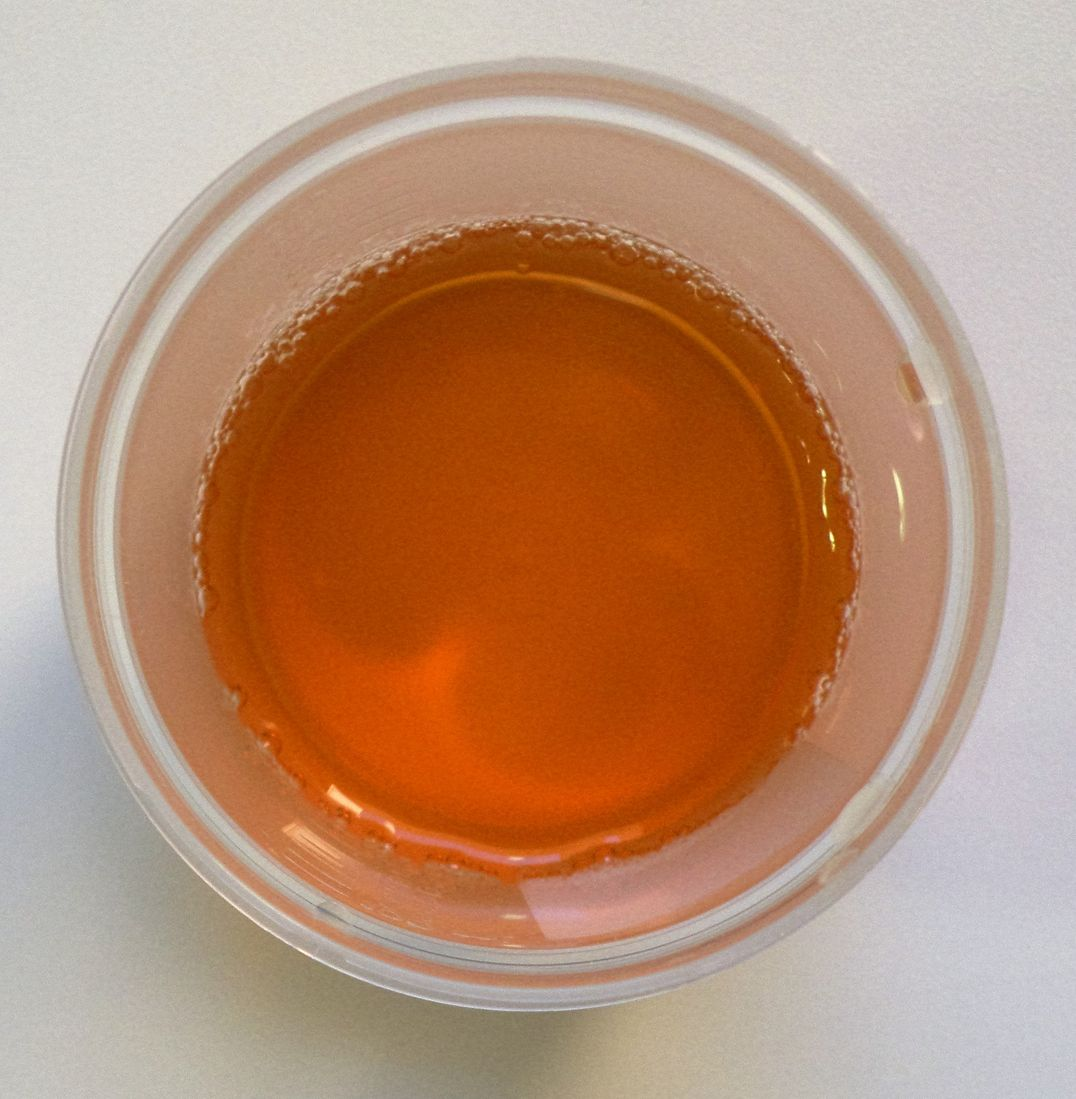
Темна сеча зумовлена низьким споживанням рідини

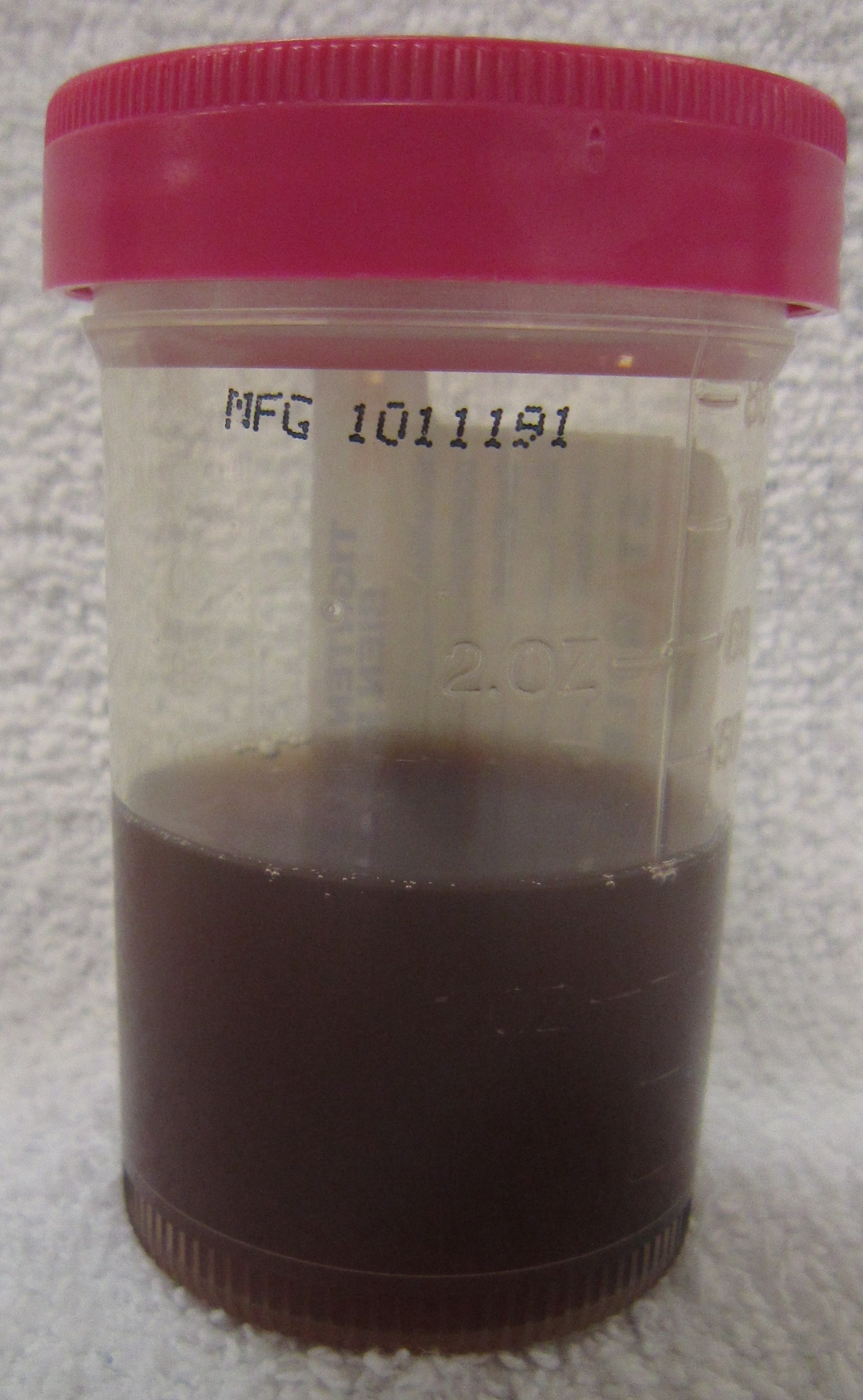
Темно-червона сеча з домішками крові (гематурія).

- Темно-жовта сеча часто свідчить про зневоднення.
- Пожовтіння / світло-помаранчевий може бути спричинене видаленням надлишкових вітамінів групи В з крові.
- Деякі препарати, такі як рифампіцин і феназопіридин, можуть спричиняти сечу помаранчевого відтінку.
- Кривава сеча називається гематурія, і є симптомом широкого спектра захворювань.
- Темно-оранжева (колір може доходити до коричневого) сеча може бути ознакою деяких видів жовтяниці, рабдоміолізу.
- Чорна або темна сеча — меланурія, може бути спричинена меланомою або немеланіновою гострою періодичною порфірією.
- Рожева сеча може бути результатом споживання буряка.
- Зелена сеча може бути результатом споживання спаржі або продуктів харчування чи напоїв із зеленими барвниками.
- Червона або коричнева сеча може бути спричинена порфірією (не слід плутати з нешкідливим, тимчасовим рожевим або червонуватим відтінком через бетурію).
- Синя сеча може бути спричинена прийомом метиленового синього (наприклад, у лікарських засобах) або харчових продуктів або напоїв з блакитними барвниками.
- Сині плями сечі можуть бути спричинені синдромом синіх пелюшок.
- Фіолетова сеча може бути спричинена синдромом пурпурового мішка.

### Запах
У звичайних умовах свіжа сеча здорової людини не пахне, однак при споживанні деяких продуктів може набувати відчутного неприємного запаху. Так, вживання спаржі може спричинити сильний овочевий запах через розпад аспарагусової кислоти в організмі, а споживання риби, відповідно, до появи рибного запаху. Погіршити запах сечі може надмір у раціоні копченостей, алкоголю, часнику, зелених овочів, вживання деяких антибіотиків.
Крім того, аномального запаху свіжа сеча може набувати при деяких захворюваннях. У хворих на цукровий діабет запах сечі має виразні фруктові ноти, солодкуватий запах проявляється при сечокам'яній хворобі. Смердючого «застарілого» запаху можуть надавати сечі запальні процеси в сечовивідних органах (цистит, уретрит, пієлонефрит), а також зневоднення організму.
Несвіжа сеча завжди набуває різкого неприємного запаху, внаслідок розмноження в ній бактерій, які розкладають сечовину з вивільненням аміаку. Інтенсивність такого запаху корелює зі станом здоров'я людини, її віком і статтю. Найслабший запах притаманний дитячій сечі, а найсильніший — чоловічій, що пов'язують з вищим вмістом у ній тестостерону і продуктів розпаду білків, а також з вищою ймовірністю зневоднення при фізичних навантаженнях.

### Каламутність
Каламутна сеча може бути ознакою бактеріальної сечової інфекції, але також може бути спричинена кристалізацією солей, таких як фосфат кальцію.

### pH
pH зазвичай знаходиться в діапазоні від 5,5 до 7 при середньому рівні 6,2. У осіб з гіперурикозурією кислотна сеча може сприяти утворенню каменів сечової кислоти в нирках, сечоводах або сечовому міхурі. pH сечі може контролюватися лікарем або людиною вдома.
Дієта з високим вмістом білка з м'яса та молочних продуктів, а також споживання алкоголю може зменшити рН сечі, тоді як калій та органічні кислоти, кількість яких збільшується при дієтах з високим вмістом фруктів і овочів, можуть підвищити рН і зробити його більш лужним. Деякі препарати також можуть підвищувати рН сечі, включаючи ацетазоламід, цитрат калію і бікарбонат натрію.
Лікарські засоби, які можуть знижувати рН сечі, включають хлорид амонію, хлоретиазидні діуретики і метенамін манделат.

### Питома вага
Сеча людини має питому вагу 1,003–1,035. Будь-які відхилення можуть бути пов'язані з порушеннями сечоутворення.

### Небезпеки
Здорова сеча не є токсичною. Проте вона містить сполуки, усунені організмом як небажані і може спричинити подразнення шкіри та очей. Після відповідної обробки можна витягувати питну воду з сечі.

### Обстеження для медичних цілей
Багато лікарів в стародавній історії вдавалися до огляду і дослідження сечі своїх пацієнтів. Гермоген писав про колір і інші атрибути сечі як про показники деяких захворювань. Абдул Малік Ібн Хабіб з Андалусії 862 н. е., згадує численні повідомлення про аналіз сечі по всій імперії Омеядів. Цукровий діабет отримав свою назву, тому що при захворюванні видалялось багато сечі з солодким присмаком. Назва уроскопії належить до будь-якого візуального дослідження сечі, включаючи мікроскопію, хоча часто належить до вищезазначених донаукових або протинаукових форм дослідження сечі. Клінічні аналізи сечі сьогодні відзначають загальний колір, помутніння і запах сечі, а також включають аналіз сечі, який хімічно аналізує сечу і кількісно визначає її складові. Культура сечі висіюється при підозрі на інфекцію сечовивідних шляхів.
Колір і об'єм сечі можуть бути надійними показниками рівня гідратації. Ясна і рясна сеча, як правило, є ознакою достатньої гідратації. Темна сеча є ознакою зневоднення. Виняток виникає тоді, коли споживаються діуретики, і в цьому випадку сеча може бути рясною і людина все ще може бути зневоднена.

### Застосування

#### Джерело ліків
Сеча містить білки та інші речовини, які є корисними для медикаментозної терапії, і є складовими багатьох лікарських засобів, що відпускаються за рецептом (наприклад, уреацин, урехолін, піч) для терапії безпліддя. Одним з таких комерційних продуктів є Pergonal.
Сеча у вагітних містить достатню кількість хоріонічних гонадотропінів для комерційної екстракції та очищення для отримання препарату ХГЛ. Сеча вагітної кобили є джерелом естрогенів. Сеча також містить антитіла, які можуть бути використані в діагностичних тестах на антитіла для ряду патогенів, включаючи ВІЛ-1.
Сеча також може бути використана для отримання урокінази, яка використовується клінічно як тромболітичний агент.

#### Добриво

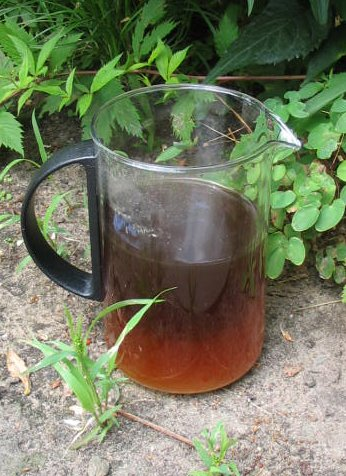
Сеча після чотирьох місяців зберігання, готова до використання в садівничих заходах (зверніть увагу на колір і зміну мутності порівняно зі свіжою людською сечею).

Сеча містить велику кількість азоту (головним чином як сечовини), а також розумні кількості розчиненого калію. Точний склад поживних речовин у сечі змінюється в залежності від раціону, зокрема вміст азоту в сечі пов'язаний з кількістю білка в раціоні. Висока білкова дієта призводить до високого рівня сечовини в сечі.
Сеча має дуже високий вміст азоту (може бути більше 10 % у високобілковій дієті), низький вміст фосфору (1 %), а калію помірний (2-3 %). Сеча зазвичай є джерелом 70 % азоту і більше половини калію, що міститься в міських стічних водах, при цьому становить менше 1 % загального обсягу. Якщо сеча повинна бути відокремлена і зібрана для використання як добриво в сільському господарстві, то найпростішим способом цього є санітарні системи, які використовують безводні пісуари, сухі туалети (UDDT) або туалети для відведення сечі.
Нерозбавлена сеча може хімічно спалювати листя або коріння деяких рослин, особливо якщо вміст вологи в ґрунті є низьким. З цієї причини сечове добриво зазвичай застосовують розбавлене водою.
Розбавляючи водою (у співвідношенні 1: 5 для однорічних культур, або співвідношенням 1: 8 для більш загального використання), можна застосовувати безпосередньо в ґрунт як добриво. Вплив сечі на ріст рослин виявився порівнянним з ефектом комерційних азотних добрив. Концентрації важких металів, таких як свинець, ртуть і кадмій, які зазвичай зустрічаються в осаді стічних вод, значно нижчі в сечі.
Сечу також можна безпечно використовувати як джерело додаткового азоту в багатому вуглецем компості. Ризики використання сечі як природного джерела сільськогосподарських добрив зазвичай вважаються незначними або прийнятними.

#### Прибирання
Оскільки сечовина в сечі розпадається на аміак, сеча використовується для очищення аміаку. У доіндустріальні часи використовувалася сеча — у вигляді ланта або у вікової сечі — в якості очищувальної рідини. Сеча також використовувалася для відбілювання зубів у Стародавньому Римі.

#### Порох для зброї
Основна стаття: Нітрат калію
Сеча використовувалася до розвитку хімічної промисловості при виготовленні пороху. Сеча, використовувалася для зволоження соломи або іншого органічного матеріалу, який залишався вологим і дозволяв гнити протягом декількох місяців. Отримані солі промивали водою, яку випарювали, щоб забезпечити збір кристалів сирої селітри, які зазвичай були очищені, перш ніж використовувати для виготовлення пороху.
Використання для виживання
Див. Також: Урофагія
Польовий посібник армії США радить не пити сечу для виживання. Ці довідники пояснюють, що пиття сечі має тенденцію погіршувати, а не знімати зневоднення через солі в ньому, і що сеча не повинна споживатися в ситуації виживання, навіть якщо немає іншої рідини. При жаркій погоді, коли інші джерела води не доступні, замочування тканини (наприклад, сорочки) в сечі і прикладання його до голови може допомогти охолодити тіло.
Під час Першої світової війни німці експериментували з численними отруйними газами для використання під час війни. Після перших нападів німецького хлорного газу війська союзників мали маски з бавовняних прокладок, просочених сечею. Вважалося, що аміак в подушці нейтралізував хлор. Ці прокладки були проведені над обличчям, поки солдати не змогли вирватися з отруйних парів, хоча зараз відомо, що хлорний газ реагує з сечею для утворення токсичних парів (див. Хлор і використання отруйного газу у Першій світовій війні). Кулемет Віккерса, який використовувався британською армією під час Першої світової війни, вимагав води для охолодження, солдати вдавалися до використання сечі, якщо вода не була доступна.
Міська легенда свідчить, що сеча добре працює проти укусів медуз. Цей сценарій неодноразово з'являвся в популярній культурі, включаючи епізод «Друзі з медузою», ранній епізод Survivor, а також фільми «Real Cancun» (2003), «Heartbreak Kid» (2007) і The Paperboy (2012). Однак у кращому випадку це неефективно, і в деяких випадках це лікування може погіршити травму.

#### Текстиль
Сеча часто використовується як протрава для приготування текстильних виробів, особливо вовни, для фарбування. У шотландському високогір'ї і Гебридах процес «валінгування» (валяння) тканої вовни передує замочування в сечі, переважно дитячій.

#### У космосі
У червні 2023 року, згідно з повідомленням NASA, астронавти на борту МКС відновили 98 % питної води за допомогою переробки власних сечі та поту. Раніше цей рівень досягав 94 %. Завдяки цьому можна буде проводити більш тривалі космічні місії.

### Історія

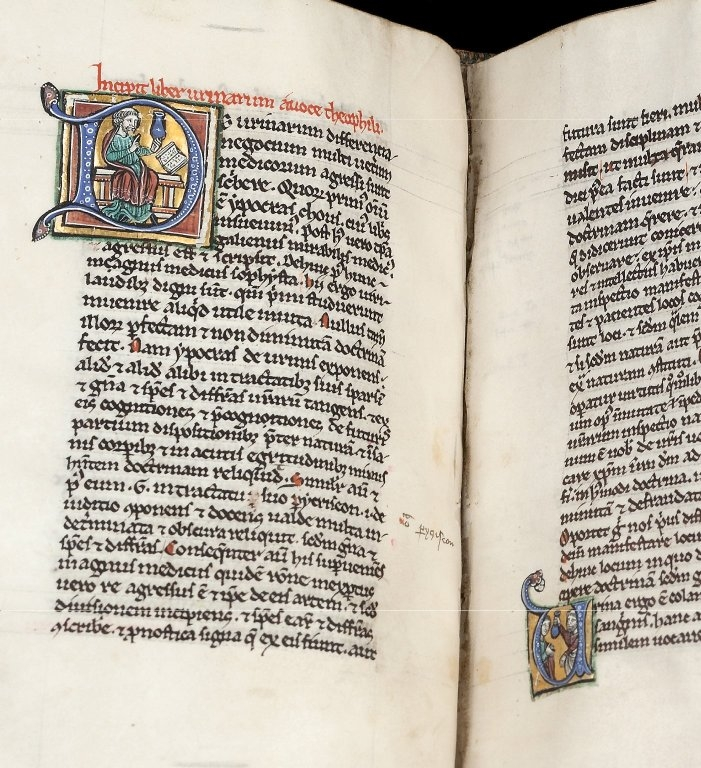
Зображення двох облицьованих сторінок ілюмінованого рукопису «Ісагоги», фолс. 42b і 43a. У верхній частині лівої сторінки розташована підсвічена буква «D» — початкова «De urinarum differencia negocium» (Питання відмінностей сечі). Всередині листа йде зображення майстра на лавці, що вказує на підняту колбу, під час лекції про «Книгу про сечі» Феофіла. Права сторінка відображається лише частково. На його самому дні розташована підсвічена буква «U» — початкова з «Urina ergo est colamentum sanguinis» (сеча є фільтратом крові). Всередині листа — зображення майстра, що тримається в колбі, пояснюючи діагностичну значимість сечі студенту або пацієнту. Колекція HMD, MS E 78.*8

Стародавні римляни використовували ферментовану людську сечу (у вигляді ланта) для очищення жирних плям на одязі. Імператор Нерон встановив податок (лат. vectigal urinae) на промисловість сечі, продовжений його наступником Веспасіаном. Латинський вислів Pecunia non olet (гроші не пахнуть) приписують Веспасіану — його відповідь на скаргу сина про неприємну природу податку. Ім'я Vespasian досі прикріплюється до публічних пісуарів у Франції (vespasiennes), Італії (vespasiani) і Румунії (vespasiene).
Алхіміки витрачали багато часу на видобуток золота з сечі, що призвело до таких відкриттів як білий фосфор німецького алхіміка Хенніга Бранда при дистиляції ферментованої сечі в 1669 році.